# Naturalwirtschaft
Eine Naturalwirtschaft ist das Gegenteil zur Geldwirtschaft.
In der Naturalwirtschaft muss jeder Mensch alle seine Bedürfnisse und Wünsche selbst befriedigen, sofern keine Regierung dies in einem richtigen Kreislauf mit Gesetzgebung organisiert. Arbeitsteilung geschieht in Form von Gemeinschaften oder durch direkten Tauschhandel, aber nicht mit Hilfe eines allgemein akzeptierten Tauschmittels, welches den Begünstigten zum Handel mit Gütern befähigt.
Die Einführung von Geldwirtschaft ermöglichte Spezialisierungen und damit eine arbeitsteilige Wirtschaft.
Das System der Naturalwirtschaft kommt im Mittelalter bei der Villikationsverfassung vor. 

## Naturalwirtschaft unter dem Königtum der Merowinger
Als im Frühmittelalter unter der Herrschaft der Merowinger die Bürgerkriege jede Rechtssicherheit und die Prosperität der Städte zu zerstören drohten und gleichzeitig die Offensive der Araber den Mittelmeerhandel lahmlegte, erfolgte eine tiefgreifende Umgestaltung: Fernhandel und Geldwirtschaft wichen der Naturalwirtschaft und geschlossenen Haus- oder Hofwirtschaften, die wirtschaftlich fast selbst versorgend waren und untereinander nur noch in völlig minimalem Ausmaß Güteraustausch betreiben konnten. Steuern wurden nur noch in Form von Naturalabgaben erhoben, die dann lediglich der Existenzerhaltung des Grafen und seiner eigenen Gefolgsleute dienten. Eine Zentralkasse zur Besoldung königlicher Beamte gab es nicht mehr. Die immer unabhängiger werdenden Grafen hätten einzig noch durch das persönliche Ansehen des Königs unter Kontrolle gehalten werden können, doch die Bruderkämpfe innerhalb der Merowingerdynastie zerstörten die Autorität des Königtums. Könige residierten nicht mehr in nur einer Hauptstadt, deren Markt eine Hofhaltung ermöglicht hätte, denn solche Marktstädte gab es kaum mehr. Vielmehr waren die Könige jetzt gezwungen, vom Ertrag ihrer Bauerngüter zu leben: Wo sich mehrere derartige Bauernhöfe befanden, wurde eine Pfalz, eine königliche Wohnstätte, errichtet. Gesetze schrieben vor, wie viele Kühe, Hühner und Gänse dort gehalten werden mussten und welche Getreidemengen die Bauern auf der Pfalz abzuliefern hatten. Waren die Vorräte einer Pfalz verzehrt, zog der König mit seinem ganzen Gefolge zur nächsten Pfalz.

## Späterer Versuch von erneuter Einführung der Naturalwirtschaft
Lenin versuchte nach der Revolution von 1917, u. a. mittels einer künstlich hervorgerufenen Hyperinflation, eine Abschaffung des Geldes als Zahlungsmittel herbeizuführen, was jedoch im Endeffekt zu Hungersnöten führte.